# Leonora Mackinnon
Leonora Mackinnon (née le 30 mai 1994 à Basingstoke au Royaume-Uni est une escrimeuse canadienne pratiquant l’épée.

## Biographie
Leonora Mackinnon est originaire d’Angleterre où elle commence l’escrime à l’âge de 8 ans. Elle représente le Royaume-Uni aux Championnats d’Europe Junior en 2010.
En 2014, Mackinnon rejoint l’équipe canadienne grâce à sa mère native de Toronto. Elle remporte le titre continental junior en individuel.
Elle remporte la médaille de bronze individuel lors des championnats panaméricains d'escrime 2015 à Santiago du Chili.
En 2016, elle remporte le titre continental par équipe lors championnats panaméricains d'escrime 2016. Qualifiée pour l’épreuve individuelle d’épée aux Jeux olympiques de Rio, elle termine en 16e de finale face à la future finaliste Rossella Fiamingo.
L’année suivante, Mackinnon et l’équipe nationale atteignent de nouveau la finale des championnats panaméricains mais sont défaites en finale par les États-Unis. En 2018, elle obtient une nouvelle médaille d’argent par équipe puis une médaille de bronze en 2019.
Après deux ans sans grandes compétions à cause du COVID19, Mackinnon décroche une nouvelle médaille de bronze par équipe aux championnats panaméricains de 2022, puis arrive de nouveau en finale par équipe aux championnats 2023 pour une nouvelle médaille d’argent.
En 2024, Mackinnon et l'équipe canadienne remportent un nouveau titre aux championnats panaméricains à Lima en battant des États-Unis 35-34.

## Palmarès
- Championnats panaméricains d'escrime
  -  Médaille d'or par équipes en 2016 et 2024
  -  Médaille d'argent par équipes en 2017, 2018 et 2023
  -  Médaille de bronze en individuel aux Championnats panaméricains d'escrime 2015
  -  Médaille de bronze par équipes en 2019 et 2022